# 葛海鹰
葛海鹰（1960年11月—），男，辽宁辽中人，中华人民共和国政治人物，曾任中共丹东市委书记。

## 生平
1978年从农村插队青年点考入北京工业学院（现北京理工大学）。1982年本科毕业，获工学学士学位。后在职学习获大连理工大学工商管理硕士学位。2005年获东北大学管理科学与工程博士学位。
2015年10月，任中共抚顺市委副书记、抚顺市人民政府副市长、代市长。2016年1月，任中共抚顺市委副书记、市政府市长。2017年4月，任中共丹东市委书记。2018年1月，任中共丹东市委书记、市人大常委会主任。2020年1月，任辽宁省第十三届人民代表大会人事选举委员会副主任委员。